# Jean-François de Pons
Jean-François de Pons (Marly-le-Bourg, 1683 - Chaumont, 4 de setembro de 1732) foi um escritor e tradutor francês.

## Biografia
Descendente de uma família da antiga nobreza de Champanhe, foi filho de Pierre de Pons d'Annonville. Estudou em Chaumont antes de ir para Paris em 1699 para entrar no seminário de Saint-Magloire e estudar teologia na Sorbonne. Após alguns anos deve que desistir por problemas de saúde.
Foi nomeado, no ano de 1706, para um canonato da igreja colegiada de Chaumont e teve que responder a um processo, que ao fim ganhou, por isso. Um tempo depois renunciou de seu canonismo e decidiu voltar para a capital, onde foi atraído pelo seu gosto pelas letras, além das suas relações com alguns homens de letras, em particular Houdar de La Motte, com quem defendeu na Querela de Homero, contra a filóloga e tradutora Anne Dacier. Em decorrência de seu problema de saúde, foi apelidado de "Corcunda de La Motte".
Em 1727 decidiu voltar para sua família, em Chaumont. Publicou vários folhetos sobre educação e línguas, em particular francês, que foram reimpressos com algumas outras obras inéditas, sob o título de Œuvres de M. l'abbé de Pons. Seu estilo foi criticado como afetado.

## Bibiografia
- Michaud, Joseph Fr.; Michaud, Louis Gabriel (1843). Biographie universelle, ancienne et moderne, 🔗. ou, Histoire par ordre alphabétique de la vie publique et privée de tous les hommes qui se sont fait remarquer par leurs écrits, leurs actions, leurs talents, leurs vertus ou leurs crimes: ouvrage entièrement. 34. [S.l.: s.n.] p. 61. 684 páginas. Consultado em 6 de janeiro de 2014.
- Feller, François-Xavier de (1818). Dictionnaire historique : ou, Biographie universelle des hommes qui se sont fait un nom par leur génie, leurs talents, leurs vertus, leurs erreurs ou leurs crimes, depuis le commencement du monde jusqu’à nos jours. VII. Paris: [s.n.] 660 páginas. Consultado em 6 de janeiro de 2014.
- Michel Gilot, Jean François de PONS (1683-1732), in Dictionnaire des journalistes. 1600-1789.